# Sherlock (TV-serie)
Sherlock är en brittisk TV-serie från 2010. Serien är baserad på berättelserna om Sherlock Holmes. Till skillnad från många filmatiseringar utspelas serien under 2000-talet och inte som böckerna decennierna runt 1900. Man har istället fokuserat på att återskapa gestalterna och en del detaljer. Exempel på hur man i serien moderniserat ursprungsberättelserna är att historiernas berättare, Dr. John Watson, inte skriver historierna i tidskrifter, utan i bloggformat och att Holmes inte ger ut sina rön i bokform utan via en webbsida.
Den är skapad av Steven Moffat och Mark Gatiss. Benedict Cumberbatch spelar Sherlock Holmes och Martin Freeman spelar Dr. John Watson.
Serien har nominerats till flera utmärkelser, totalt 42 gånger och vunnit 24 av dem, bland annat BAFTA-utmärkelser, Emmy Awards, och Peabody Award. År 2014 vann serien Emmy Award för första gången och vann då i 7 av 12 nominerade kategorier.
Den första säsongen med tre avsnitt på 90 minuter sändes första gången på BBC One i juli och augusti 2010. Säsong två sändes i januari 2012. Den tredje säsongen hade premiär den 1 januari 2014 på BBC One och den 1 februari i Sverige på SVT 1 och SVT Play.
I början av januari 2015 satte inspelningen av en 90 minuters lång julspecial igång. Avsnittet är ett bonusavsnitt som sändes 1 januari 2016 i Storbritannien. Detta avsnitt, "The Abominable Bride" vann senare under året i två kategorier på Emmys 68:e gala år 2016. Säsong 4 hade premiär på Netflix den 2 januari 2017 medan BBC1 sände det första avsnittet "The Six Thatchers" den 1 januari 2017.  

## Rollista

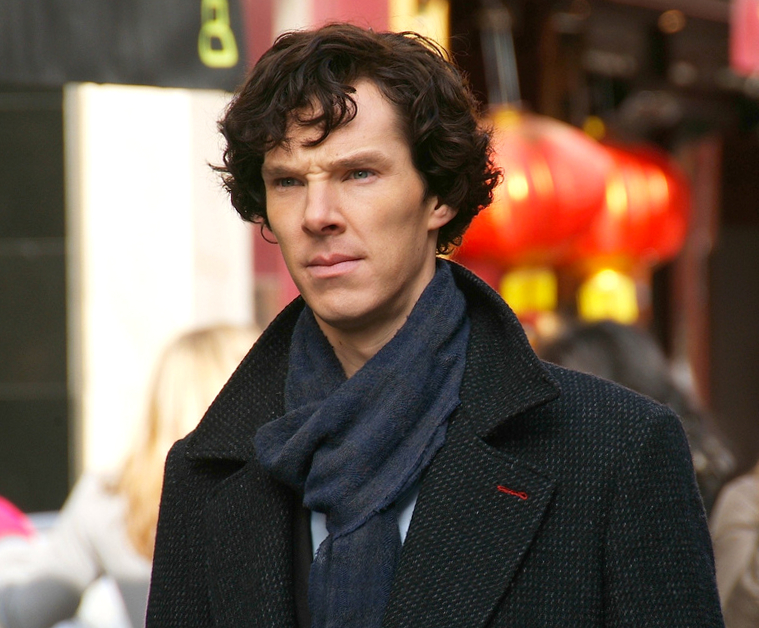
Benedict Cumberbatch under inspelning av avsnitt 1.02 i Chinatown, London 2011.

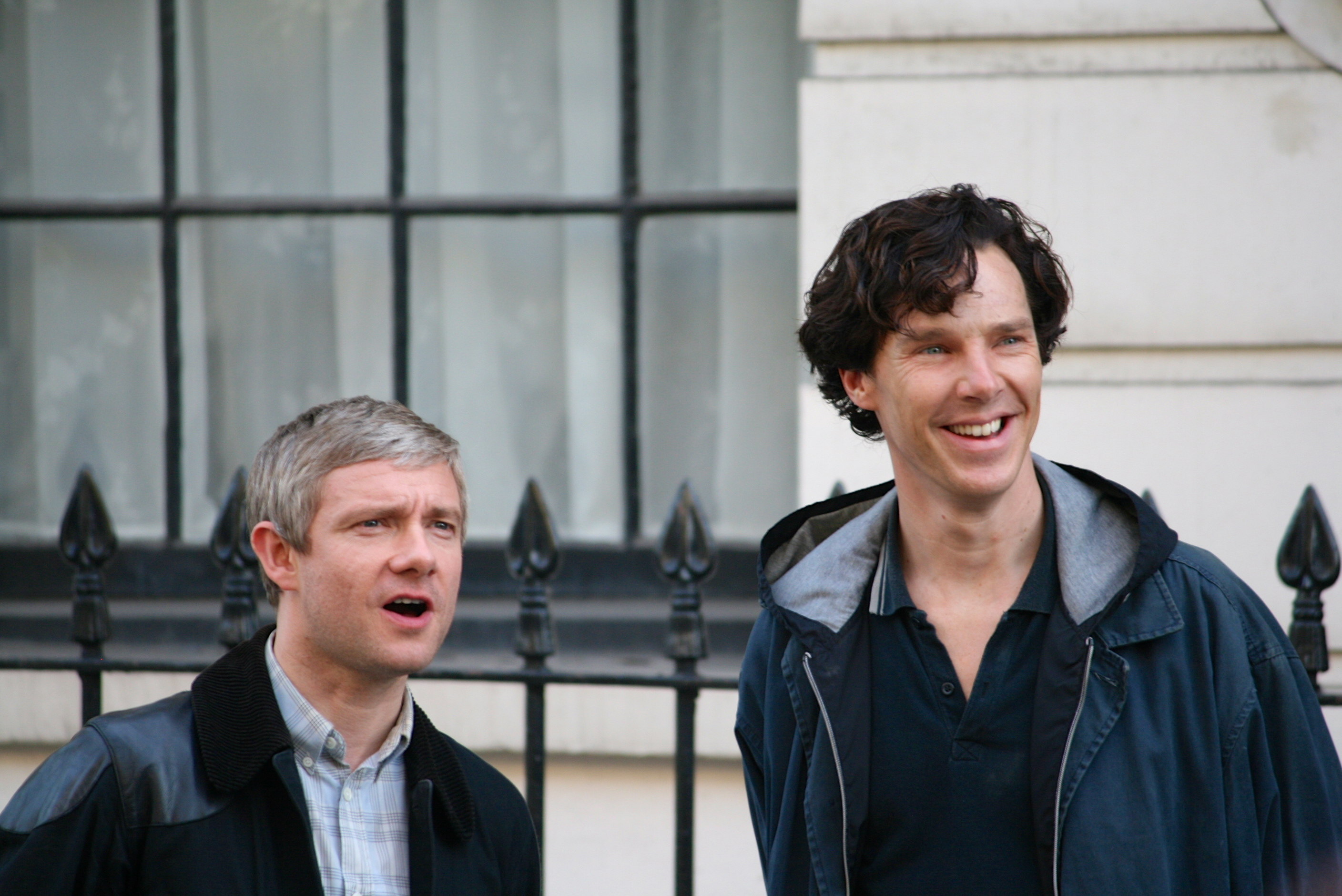
Martin Freeman (vänster) och Benedict Cumberbatch (höger) under inspelning av avsnitt 3.03 i London 2013.

## Avsnitt
| Nr | Titel                                           | Regi            | Manus                      | Sändningsdatum   |
| --- | ----------------------------------------------- | --------------- | -------------------------- | ---------------- |
| 1.01 | "A Study in Pink (En studie i rosa)"            | Paul McGuigan   | Steven Moffat              | 25 juli 2010     |
| Polisen undersöker en serie av förmenta självmord, där flera personer tycks ha tagit livet av sig med gift. De vänder sig till sin inofficiella konsult, Sherlock Holmes, som pekar på flera tecken som tyder på att de blivit mördade av en seriemördare. Holmes lär känna Dr. Watson och de flyttar ihop i lägenheten på Baker street. Den skyldige seriemördaren, en taxichaufför, avslöjar att hans offer tog sina liv genom att spela rysk roulette med två piller, ett dödligt och ett ofarligt. Watson skjuter ihjäl chauffören, som innan han dör avslöjar att Moriarty låg bakom alltihop. Avsnittet är en parallell till Sherlock Holmes-boken En studie i rött. |                                                 |                 |                            |                  |
| 1.02 | "The Blind Banker (Den blinde bankiren)"        | Euros Lyn       | Stephen Thompson           | 1 augusti 2010   |
| Holmes anlitas för att undersöka ett märkligt inbrott på en bank i City. Han upptäcker att de tecken som sprejats på en kontorsvägg är ett kodmeddelande till en anställd som senare hittas död i sin lägenhet. Följande dag mördas en journalist och samma tecken hittas vid liket. Ledtrådarna för Holmes och Watson från de båda mördade till en kinesisk smugglarliga, som försöker återta ett värdefullt föremål en av dem har stulit. Holmes knäcker koden, som baserats på Suzhou-siffror och ett bokchiffer, men inte förrän Watson och hans väninna blivit kidnappade av brottslingarna. Holmes räddar dem men ligaledaren undkommer. Efter att ha flytt sätter sig ledaren i förbindelse med en överordnad, endast identifierad av bokstaven "M", och blir dödad av en krypskytt. |                                                 |                 |                            |                  |
| 1.03 | "The Great Game (Det stora spelet)"             | Paul McGuigan   | Mark Gatiss                | 8 augusti 2010   |
| Mycroft ger Holmes i uppdrag att undersöka de märkliga omständigheterna kring en försvarsanställds död. Mannen arbetade på det hemligstämplade Bruce-Partington-projektet. Efter att skenbart ha avsagt sig fallet och lämnat över det till Watson, blir Holmes utpressad av en okänd kidnappare som sätter sprängämnen på sina offer och tvingar Holmes att lösa några fall som till synes inte har med varandra att göra: ett tjugo år gammalt fall som gäller en drunknad pojke och hans skor, en försvunnen affärsman, en TV-kändis död och en säkerhetsvakt på ett konstgalleri som blivit dödad av en lönnmördare kallad Golem. Fallen måste lösas på mycket kort tid, annars sprängs offren. Medan Holmes löser fallen upptäcker han samband mellan dem. Efter att ha löst det ursprungliga fallet med den försvarsanställde försöker han tvinga sin okände motståndare att röja sig. När avsnittet slutar har Holmes och "Jim Moriarty" hamnat i ett dödläge. Moriarty har avslöjat att han är ansvarig för alla brotten, och i avsnittets sista sekunder riktar Holmes sin pistol mot en bomb på golvet som varit fastspänd på Watson. |                                                 |                 |                            |                  |
| 2.01 | "A Scandal in Belgravia (Kvinnan)"              | Paul McGuigan   | Steven Moffat              | 4 februari 2012  |
| Mycroft anlitar Holmes och Watson för att skaffa tillbaka komprometterande fotografier av en medlem av kungahuset. Fotona finns i Irene Adlers (spelad av Lara Pulver) mobiltelefon. Adler är en hänsynslös och förstklassig dominatrix som också handlar med hemligheter som hon tagit eller fått från sina rika och mäktiga kunder. Holmes får tag i Adlers telefon, men upptäcker att den är försåtsminerad och kräver en extra kod för att desarmeras. När Adler upptäcker att CIA är henne på spåren försvinner hon, skenbart mördad, men dyker upp igen några månader senare när kusten är klar. Adler lurar Holmes att lösa ett kodmeddelande på hennes telefon som hon ska ha fått av en inflytelserik kund. Hon sänder det lösta meddelandet till Moriarty, som med dess hjälp omintetgör en brittisk anti-terror-operation. Sedan försvinner Adler igen. Avsnittet slutar med att Mycroft berättar för Watson att Adler blivit dödad i Pakistan av en terroristgrupp. Det är ytterligare en rökridå: Holmes räddade henne i sista stund. |                                                 |                 |                            |                  |
| 2.02 | "The Hounds of Baskerville (Baskervilles hund)" | Paul McGuigan   | Mark Gatiss                | 11 februari 2012 |
| Holmes och Watson kontaktas av Henry Knight, en man som plågas av traumatiska minnen av hur fadern dödades av en monstruös hund på Dartmoor-heden många år tidigare. Efter att ha undersökt Dewer's Hollow, den plats där odjuret ska ha setts, och även försvarsdepartementets intilliggande forskningsanstalt Baskerville, avslöjar Holmes och Watson en komplott i vilken en av Baskervilles forskare, Dr. Frankland, fortsätter de med experiment som påbörjats av det avbrutna projektet H.O.U.N.D., vars mål var att skapa en hallucinogen gas för militära ändamål. Holmes och Watson upptäcker att den beryktade hunden är en helt vanlig hund som använts för att demonstrera gasens hallucinogena effekter. Försökspersonerna upplever hunden som demonisk, jättelik och fasansfull. 'Hunden' som dödade Henrys far var Dr. Frankland iförd en gasmask med röda ögonglas och en t-shirt med H.O.U.N.D.-projektets logotyp. Watson och Lestrade möter både hunden och Frankland vid Dewer's Hollow och skjuter hunden. Frankland försöker fly men dör när han springer in på ett minerat område. I avsnittets sista scen friger Mycroft den fångne Jim Moriarty. |                                                 |                 |                            |                  |
| 2.03 | "The Reichenbach Fall (Det sista problemet)"    | Toby Haynes     | Stephen Thompson           | 18 februari 2012 |
| Efter att ett antal uppmärksammade fall har gjort Holmes berömd, bryter sig Moriarty i snabb takt in både på Tower of London, Bank of England och Pentonville-fängelset, efter vilka han låter sig fångas och ställas inför rätta. Han utpressar jurymedlemmarna, blir frikänd och söker därefter upp Holmes. Han förklarar att han tänker fortfarande "bränna" Holmes, och retar honom med "det sista problemet" som han ska lösa. Strax efteråt iscensätter Moriarty en kidnappning av den amerikanske ambassadörens barn, som blir livrädda för Holmes när han kommer och räddar dem. Detta gör, i kombination med att Holmes löste fallet så lätt, att Holmes själv blir misstänkt. Holmes flyr när polisen tänker gripa honom och blir snart varse att Moriarty skapat en falsk identitet: han utger sig för att vara skådespelare och ha blivit anlitad av Holmes. Han har dessutom sålt sin berättelse till pressen. De två möts på taket till ett sjukhus, där Moriarty förklarar att han har uppdragit åt lönnmördare att skjuta Watson, mrs Hudson och Lestrade om inte Holmes begår självmord. På så vis vill han att Holmes ska bekräfta för pressen att han är en bluff. Under det spända samtalet mellan männen förstår Moriarty att Holmes och han är tillräckligt lika för att Holmes skulle kunna tvinga honom att avslöja hur lönnmördarna kan återkallas, varpå han skjuter sig. Holmes ringer Watson och "bekänner" att han är en bluff (vilket Watson vägrar att tro på) och hoppar sedan från taket. Han blir sedan förlöjligad i pressen. Watson och mrs Hudson möts ensamma vid graven för att ta adjö, men i avsnittets sista stund ser vi Sherlock betrakta dem på avstånd. Han har på okänt sätt lyckats få både tittare och vänner att tro att han är död. |                                                 |                 |                            |                  |
| - | "Christmas Special, Many Happy Returns"         |                 | Mark Gatiss, Steven Moffat | 24 december 2013 |
| Ett sju minuters miniavsnitt som visades online som en prequel inför säsong 3. Sherlock har varit borta i två år, men någon är inte helt övertygad om att han är död. |                                                 |                 |                            |                  |
| 3.01 | "The Empty Hearse (Den tomma likbilen)"         | Jeremy Lovering | Mark Gatiss                | 1 januari 2014   |
| Två år har gått sedan händelserna i The Reichenbach Fall, och Dr John Watson gått vidare med sitt liv. Nya möjligheter, ny romans och en trygg framtid väntar honom. Men, med London under hot från en stor terroristattack, är Sherlock Holmes redo att vakna från de döda med ett skådespeleri som kommer så naturligt för honom. Det är vad hans bästa vän ville mer än någonting annat, men för John Watson kan det lika gärna betyda ett "var försiktig med vad du önskar"! Om Sherlock tror att allt kommer att vara som han lämnat det, är han dock helt ute och cyklar... Avsnittet är baserad på novellen Det tomma huset, som har många hänvisningar till många andra verk av Sir Arthur Conan Doyle, liksom till andra anpassningar av de ursprungliga berättelserna. |                                                 |                 |                            |                  |
| 3.02 | "The Sign of Three (De tres tecken)"            | Colm McCarthy   | Stephen Thompson           | 5 januari 2014   |
| Sherlock står inför sin största utmaning någonsin - att leverera ett best man tal på Johns bröllopsdag. Men allt är inte riktigt som det verkar. En dödlig fara smyger sig på mottagningen och någon kanske inte klarar sig till parets första dans. |                                                 |                 |                            |                  |
| 3.03 | "His Last Vow (Hans sista löfte)"               | Nick Hurran     | Steven Moffat              | 12 januari 2014  |
| Ett fall av stulna brev leder Sherlock in i en konflikt med Charles Augustus Magnussen, en man som han verkligen hatar. Men hur ska man hantera en fiende som känner till varje personlig svaghet för varje person av betydelse i västvärlden? |                                                 |                 |                            |                  |
| 4.01 | "The Six Thatchers"                             | Rachel Talalay  | Mark Gatiss                | 1 januari 2017   |
| Någon förstör byster av Margaret Thatcher, och Sherlock inser snart att spåren leder till en av Mary Watsons hemligheter. Avsnittet bygger delvis på Conan Doyles novell "The Six Napoleons". |                                                 |                 |                            |                  |
| 4.02 | "The lying detective"                           | Nick Hurran     | Steven Moffat              | 8 januari 2017   |
| Sherlock börjar misstänka att filantropen Culverton Smith ligger bakom flera mord, men på grund av sprickan mellan Sherlock och Dr Watson blir det svårt för honom att bevisa Smiths skuld. |                                                 |                 |                            |                  |
| 4.03 | "The final problem"                             | Benjamin Caron  | Mark Gatiss                | 15 januari 2017  |
| En rädd flicka visar sig vara den enda som är vaken på ett flygplan. Sherlock, Dr Watson och Mycroft Holmes blir dock indragna i ett spel med en tidigare okänd syster till Sherlock, som har samröre med Sherlocks ärkefiende, Moriarty. |                                                 |                 |                            |                  |